# St.-Katharina-Kirche (Elsterwerda)

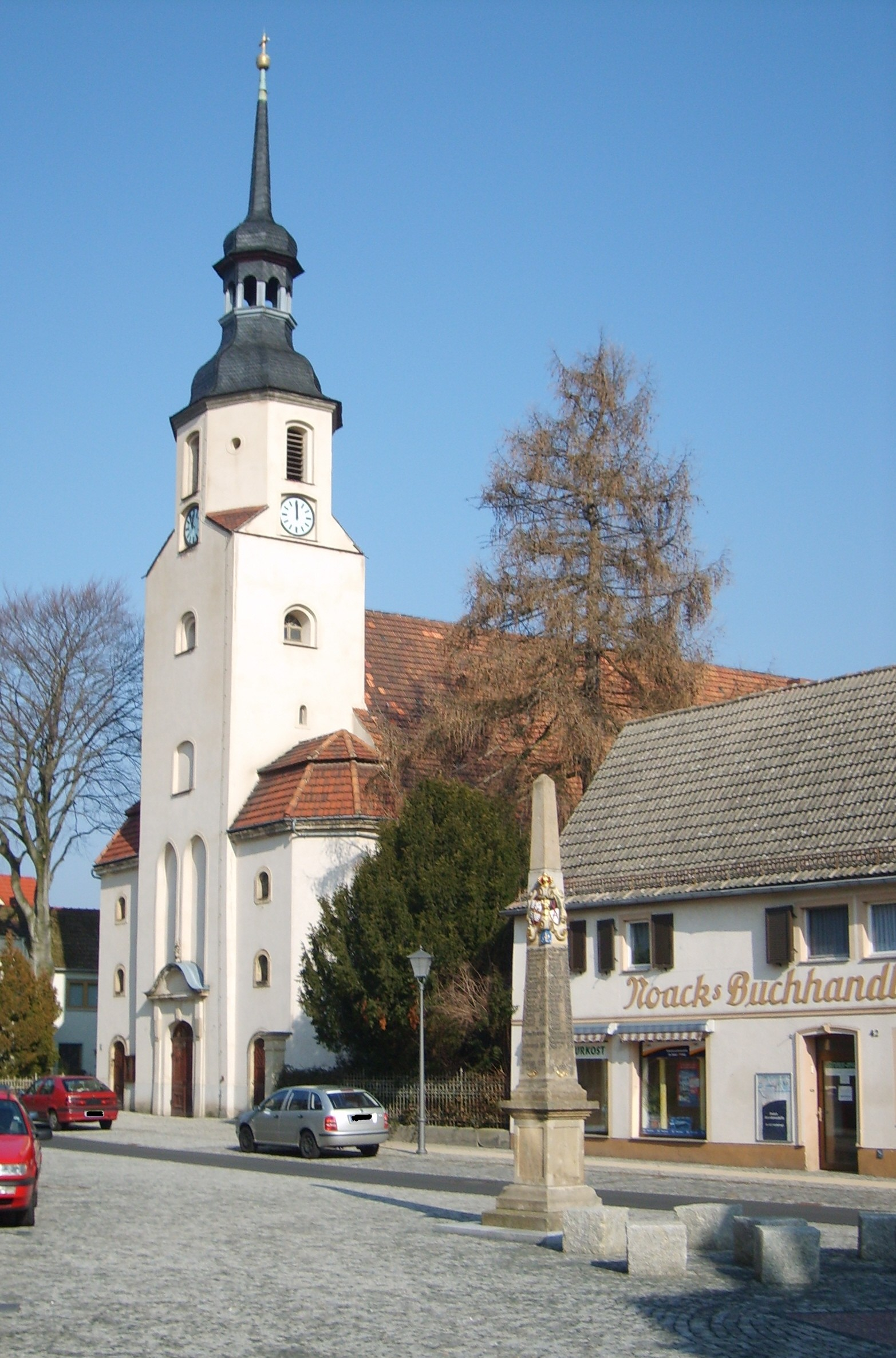
Stadtkirche St. Katharina mit kursächsischer Postmeilensäule

Der 1718 nach Tröbitz verkaufte Hochaltar um 1900.

Die unter Denkmalschutz stehende evangelische Kirche St. Katharina befindet sich im Stadtzentrum der südbrandenburgischen Kleinstadt Elsterwerda im Landkreis Elbe-Elster.

## Geschichte
Die Kirche dürfte in ihren Grundzügen ein Bauwerk aus dem 15. Jahrhundert sein. Die noch zu erkennenden Strebepfeiler deuten darauf hin, dass die Kirche ursprünglich überwölbt war. Im Dreißigjährigen Krieg stürzte das Gewölbe wahrscheinlich bei einem Brand ein und wurde später durch eine flache Decke ersetzt.
1718 erhielt der quadratische Turm der Kirche, welcher ein Neubau von 1708 ist, ein oktogonales Glockengeschoss, Schweifhaube und Zwiebel. In diesem Jahr wurde auch ein sich zu diesem Zeitpunkt in der Kirche befindlicher um 1500 in der Großenhainer Schnitzerwerkstatt Pankratius Grueber entstandener Schnitzaltar nach Tröbitz verkauft, wo dieser bis in die Gegenwart erhalten geblieben ist. Auf diesem sind der Stifter Georg von Köckritz, der von 1462 bis 1499 Elsterwerda besaß und seine Ehefrau Katharina von Schleinitz sowie das köckritzsche Wappen abgebildet. Außerdem ließ der seit 1708 im Elsterwerdaer Schloss ansässige Freiherr Waldemar von Löwendal die Patronatsloge erbauen.
Aus der Mitte des 18. Jahrhunderts stammt der Kanzelaltar. Das achteckige Taufbecken mit gekreuztem Maßwerk wurde etwa in der Zeit von 1520 bis 1530 geschaffen und trägt am Schaft drei Lilien des alten Elsterwerdaer Adelsgeschlechtes von Köckritz.
1838 begann der Dobrilugker Maurermeister Weigelt die Gottesackermauer zu bauen, kam aber seiner Pflicht nicht nach, so dass die Arbeiten neu ausgeschrieben werden mussten. Bis auf das Tor wurde die Mauer 1841 fertiggestellt. 1903 wurden an den Turm zwei Aufgänge zu den Emporen angebaut. Umfangreiche Rekonstruktionsmaßnahmen an der Kirche fanden 1973 und in den 1990er Jahren statt.

## Baubeschreibung und Ausstattung
Die Kirche ist als barocke Saalkirche aus einem mittelalterlichen Backsteinbau hervorgegangen und ist das wohl älteste Bauwerk der Stadt. Durch Brände wurde die Kirche immer wieder zerstört und neu aufgebaut. Das heutige Bauwerk dürfte der Neubau aus der Zeit um 1718 sein.
Das Innere der Kirche wird vom 1831 aufgebrachten Farbton Leipziger Grün bestimmt und wird im Wesentlichen von den 1718 erfolgten Umbauarbeiten geprägt. Nachdem die Kirche bei einem Stadtbrand im Jahre 1696 schwere Beschädigungen erlitt, wurde die Gewölbedecke durch eine Stuckrahmendecke ersetzt. Außerdem verfügt die Kirche über eine dreiseitige zweigeschossige Empore mit Dockenbrüstung. Der Taufstein stammt aus der Zeit von 1520 bis 1530. Am Schaft des achteckigen Taufbeckens mit gekreuztem Maßwerk befinden sich drei Lilien, welche sich auch im Wappen des im ausgehenden Mittelalter in Elsterwerda ansässigen Adelsgeschlecht derer von Köckritz befanden. Vermutlich waren die Köckritze auch die Stifter des Steins. Der Kanzelaltar stammt aus der Mitte des 18. Jahrhunderts.
An den Innenwänden der Kirche befinden sich zwölf Bildnisgrabsteine (Epitaphien) der Adelsgeschlechter von Maltitz und von Rohr aus dem 16. und 17. Jahrhundert.
Die Vorhalle der Kirche wurde nach dem Ersten Weltkrieg in den Jahren 1922 und 1923 vom in Elsterwerda geborenen Künstler Professor Hans Nadler (1879–1958) als Gefallenengedächtnishalle gestaltet. Den Raum prägt eine von ihm geschaffene Scraffito-Malerei.

## Orgel
Die Orgel der Kirche St. Katharina wurde 1887 durch den Merseburger Orgelbaumeister Friedrich Gerhardt (1828–1922) errichtet. Während die von ihm erbaute Original-Orgel zum damaligen Zeitpunkt noch über 25 Register (10/8/7) verfügte, besitzt sie gegenwärtig 27 Register (10/10/7). Der Liebenwerdaer Orgelbaumeister A. Voigt nahm im Jahre 1924 diverse Umbauarbeiten an der Orgel vor und pneumatisierte das Instrument. 1950 erfolgte eine Erweiterung des Oberwerks durch die Dresdner Orgelbaufirma Gebr. Jehmlich. Außerdem wurde von ihr der Spieltisch der Orgel umgebaut. Im Jahr 2016 wurde die Orgel vorübergehend stillgelegt und nach umfassender Restauration 2024 wieder in Betrieb genommen.
| I Manual C–f3 |       |
| Gedacktpommer | 16′   |
| Rohrflöte     | 8′    |
| Gemshorn      | 8′    |
| Prinzipal     | 8′    |
| Oktave        | 4′    |
| Spitzflöte    | 4′    |
| Quinte        | 2 ⁄3′ |
| Oktave        | 2′    |
| Mixtur III–IV |       |
| Trompete      | 8′    |

| II Manual C–f3 |       |
| Quintatön      | 8′    |
| Gedackt        | 8′    |
| Vox coelestis  | 8′    |
| Gedacktflöte   | 4′    |
| Prinzipal      | 4′    |
| Blockflöte     | 2′    |
| Quinte         | 1 ⁄3′ |
| Sifflöte       | 1′    |
| Sesquialter II |       |
| Zimbel III     |       |
|                |       |
| Tremolo        |       |

| Pedal C–d1      |     |
| Subbass         | 16′ |
| Violon          | 16′ |
| Gedacktbass     | 8′  |
| Prinzipalbass   | 8′  |
| Choralbass      | 4′  |
| Pedalmixtur III | 4′  |
| Posaune         | 16′ |

## Glocken
Die Kirche St. Katharina verfügt über ein elektrisch betriebenes Dreiergeläut.
Ursprünglich wurden 1896 von der Apoldaer Glockengießerei Schilling für die Elsterwerdaer Kirche drei Glocken der Größe 600 kg, 300 kg und 200 kg geliefert. Während des Ersten Weltkrieges wurden am 23. Juli 1918 die beiden größeren Glocken wieder abgenommen. 1921 erwarb man als Ersatz von der Gemeinde Edersleben in Sachsen-Anhalt eine aus dem Jahre 1490 stammende Glocke und mit dem ein Jahr später erfolgenden Kauf einer weiteren Glocke von der Gemeinde Germendorf bei Oranienburg war das Dreiergeläut wieder komplett. Die beiden größeren Glocken mussten allerdings während des Zweiten Weltkrieges wieder abgenommen werden. Die größere der beiden Glocken wurde 1949 in Hamburg wiedergefunden und konnte im Mai 1950 wieder aufgehängt werden. Nachdem sie im September desselben Jahres während des Läutens sprang, wurde sie in Apolda umgegossen. Außerdem wurde dort noch eine weitere Glocke für die Elsterwerdaer Kirche gegossen, so dass das Dreiergeläut seither wieder komplett ist.